# Amt Kirchspielslandgemeinde Heider Umland
Pour les articles homonymes, voir Umland.
L’ amt Kirchspielslandgemeinde Heider Umland est un amt, c'est-à-dire une forme d'intercommunalité du Schleswig-Holstein, dans l'arrondissement de Dithmarse, dans le Nord de l'Allemagne. Il regroupe 11 municipalités et 15 789 habitants (en décembre 2018).

## Source de la traduction
- (de) Cet article est partiellement ou en totalité issu de l’article de Wikipédia en allemand intitulé « Amt Kirchspielslandgemeinde Heider Umland » (voir la liste des auteurs).